# Amatori Rugby Capoterra
L'Amatori Rugby Capoterra A.S.D. è una società italiana di rugby a 15 con sede a Capoterra, comune nella  città metropolitana di Cagliari.
Fondata nel 1972, deve la denominazione attuale alla rifondazione del 1976.

## Storia
Fonte: sito ufficiale
Nel 1971 nacquero quattro squadre in Sardegna: due a Cagliari, una a Carbonia e una a Capoterra. 
La prima formazione capoterrese prese il nome di Fiamma Capoterra, debuttando nel suo primo torneo sul campo Amsicora di Cagliari.
Nel 1972 un gruppo formato da studenti e lavoratori appassionati fondò stabilmente la prima società rugbistica capoterrese; le prime maglie a bande gialle e rosse colorarono casualmente la prima divisa da gioco, colori che nel tempo diventarono i colori sociali del club. 
Il campionato sardo, però, vide la luce solo nel 1976-77, quando il club, rifondato, prese l'attuale denominazione di Amatori Rugby Capoterra. L'Amatori vinse quell'edizione, ma la distanza tra la Federazione Italiana Rugby e le squadre isolane era consistente; infatti, la richiesta di un inserimento in gironi nazionali venne rifiutata. Così, nel 1977, la Società fu una delle prime a diventare centro di orientamento allo sport, iniziando con il CONI una collaborazione per la promozione dello sport del rugby in Sardegna. Grazie all'attenzione rivolta alla disciplina del rugby nelle scuole, sono di particolare rilievo le medaglie d'oro conquistate ai Giochi della Gioventù 1981 e 1991. Nel 1996 il club fu insignito del premio C.I.A.R. (Club Italia Amatori Rugby), solitamente destinato a società di serie A, per essersi distinta nell'attività svolta a livello giovanile e per i risultati della prima squadra.
Dopo aver disputato svariati campionati nella parte alta della classifica si serie C2 dal 1984, nel 1990 ci fu la prima storica promozione in C1, che disputò fino al 1993. Nel 1999, il club venne nuovamente promosso in C1. Dopo un breve fase di crisi societaria, nel 2007 l'Amatori centrò la promozione in serie B, la terza divisione nazionale. 
Nella stagione 2007-08 il club disputò per la prima volta la serie B. Dopo quattro annate in B, al termine della stagione 2010-11, venne ripescata in serie A2, come una delle migliori sconfitte della fase play-off promozione. Dopo due stagioni in A2, al termine della stagione 2013-14, il club fu nuovamente retrocesso in serie B, campionato in cui milita tuttora.